# Pachygrapsus propinquus
Pachygrapsus propinquus is een krabbensoort uit de familie van de Grapsidae. De wetenschappelijke naam van de soort is voor het eerst geldig gepubliceerd in 1908 door de Man.